# 艾尔·费拉里
艾伯特·R·费拉里（英語：Albert R. Ferrari，1933年7月6日—2016年5月2日），美国NBA联盟前职业篮球运动员。他在1955年的NBA选秀中第3轮第1顺位被圣路易斯鹰选中。